# Dicearco da Etólia
Dicearco (em latim: Dicaearchus ou Dicearchus; m. 196 a.C.) foi um comandante militar e pirata etólio que é conhecido pela sua participação da Guerra Cretense de 205-200 a.C. ao lado do rei macedónio Filipe V.
Em 205 ou 204 a.C., Dicearco foi contratado por Filipe V para assaltar as Cíclades e navios e territórios de Rodes. Segundo as fontes históricas, Dicearco tinha o hábito de onde quer que desembarcasse construir dois templos, um dedicado a Asebeia, que simbolizava a impiedade, e outro a Paranomia, que simbolizava a ausência de leis.
Dicearco acabou por ser capturado pelos egípcios, inimigos de Filipe, tendo sido torturado e espancado antes de ser executado em 196 a.C.